# Lomgölen (Kvillinge socken, Östergötland, 650686-152339)
Lomgölen är en sjö i Norrköpings kommun i Östergötland och ingår i Kilaån-Motala ströms kustområde.